# Rodrigo de Bastidas

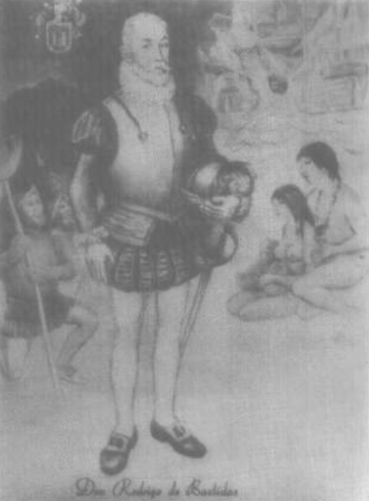
Rodrigo de Bastidas

Rodrigo Galván de Bastidas (* um 1460 in Triana, Sevilla; † 28. Juli 1527 in Santiago de Cuba; alternative Geburtsjahre: 1445, 1475) war ein spanischer Eroberer.

## Leben
Am 5. Juni 1500 erhielt Rodrigo de Bastidas von der spanischen Krone die Lizenz, die Küste der Neuen Welt zu erforschen. Im Oktober 1500 segelte er von Spanien aus mit zwei Schiffen los. Unter seiner Crew befanden unter anderem Vasco Núñez de Balboa als Matrose, Andrés Morales und Juan de la Cosa. Rodrigo de Bastidas befuhr die nördliche Küste Südamerikas vom Cabo de la Vela im Norden Kolumbiens (Richtung Westen) bis zum Golf von Urabá (Golf von Darien). 
Am 1. April 1501 erreichten seine Schiffe die Mündung des Río Magdalena. 
1512 wurde Rodrigo de Bastidas zum Ehrenbürger von Santo Domingo ernannt. Am 29. Juli 1526 gründete er die erste spanische Stadt auf dem südamerikanischen Festland: Santa Marta. Er gilt zudem als Entdecker der Landenge von Panama. 
1527 wurde Rodrigo de Bastidas von einer Gruppe seiner Männer, angeführt von Pedro de Villafuerte, niedergestochen. Da es auf dem Festland keinen Arzt gab, musste er schwerverletzt mit seiner restlichen Besatzung nach Santo Domingo segeln. Wegen des schlechten Wetters mussten sie auf der Insel von Fernando (heute Kuba) landen. Katholische Geistliche in Santiago de Cuba nahmen sie auf und behandelten ihn, doch er unterlag am 28. Juli 1527 seinen Verletzungen. Rodrigo de Bastidas wurde in der Kathedrale in Santiago beigesetzt. Sein Sohn ließ ihn später nach Santo Domingo bringen, in dessen Kathedrale er heute noch liegt.

## Entdeckungen (Auswahl)

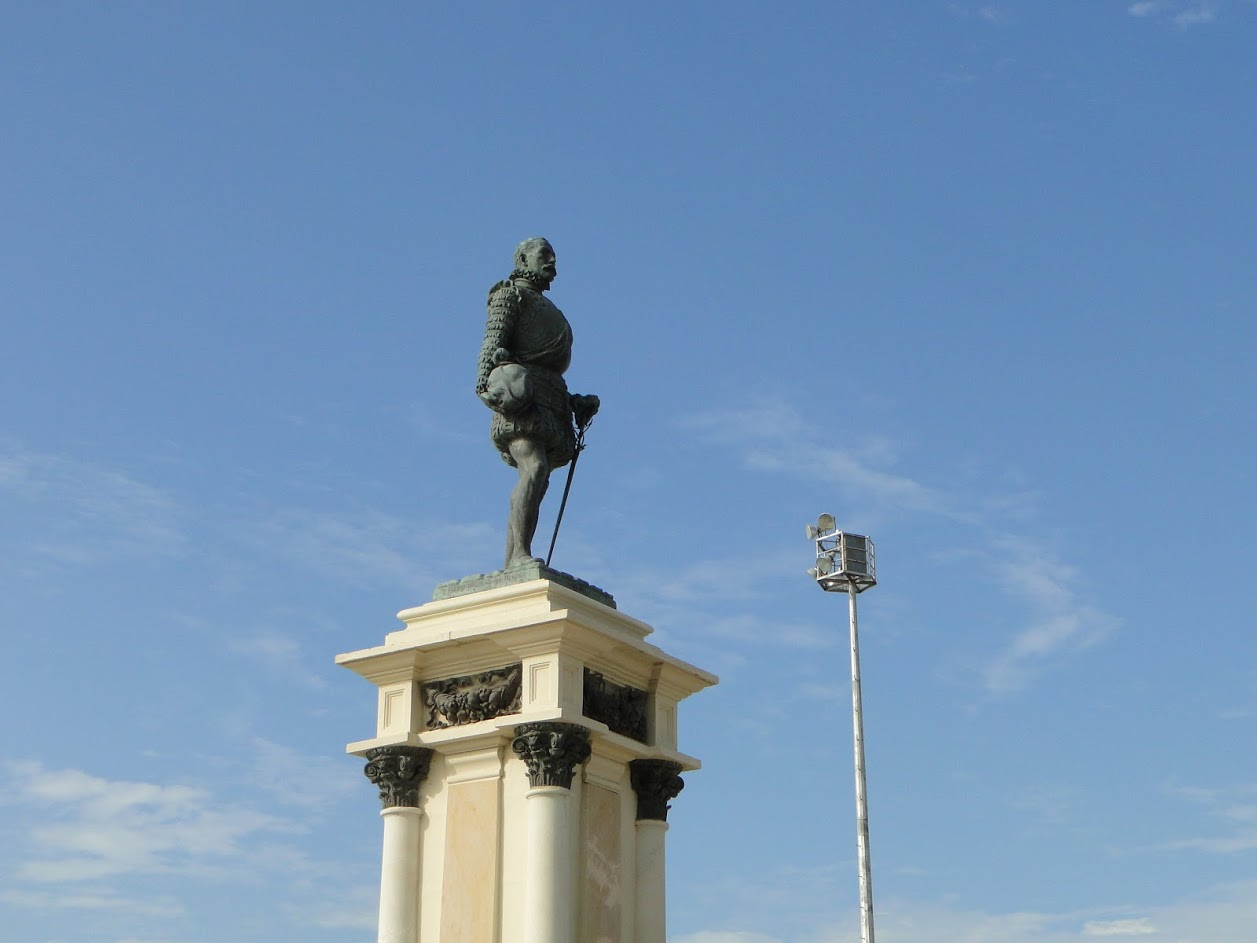
Denkmal von Rodrigo de Bastidas in Santa-Marta

- Golf von Darién
- Río Magdalena
- Isthmus von Panama